# Путці Франдль
Путці Франдль  (нім. Putzi Frandl; нар. 5 липня 1930) — австрійська гірськолижниця, олімпійська медалістка.

## Виступи на Олімпіадах
| Олімпіада              | Дисципліна         | Місце |
| ---------------------- | ------------------ | ----- |
| Кортіна д'Ампеццо 1956 | швидкісний спуск   | 13    |
| Кортіна д'Ампеццо 1956 | гігантський слалом | 2     |
| Кортіна д'Ампеццо 1956 | слалом             | 5     |
| Скво-Веллі 1960        | швидкісний спуск   | 39    |
| Скво-Веллі 1960        | гігантський слалом | 21T   |
| Скво-Веллі 1960        | слалом             | 16    |